# براد رولاند
براد رولاند (بالإنجليزية: Brad Rowland)‏ هو لاعب كرة قدم أمريكية أمريكي، ولد في 14 يوليو 1928 في هاملن في الولايات المتحدة.

## وصلات خارجية
- براد رولاند على موقع مرجع كرة القدم المحترفة.كوم (الإنجليزية)